# Slibaʿzkha
Slibaʿzkha, o Sliwa Zha e Ṣlibhazkha (... – 728) è stato un vescovo cristiano orientale siro, vescovo di Anbar, metropolita di Arbela e di Seleucia-Ctesifonte, e patriarca della Chiesa d'Oriente dal 714 al 728 circa.

## Biografia
Nacque a Karka d'Piroz, nella diocesi di Tirhan nel Beth Garmai. All'epoca del patriarca Hnan-Isho I, tra il 685 e il 691 fu eletto vescovo di Anbar nell'Asuristan. Quando l'intruso Giovanni il lebbroso si impadronì del patriarcato e depose Hnan-Isho I, anche Slibaʿzkha dovette abbandonare la sua diocesi. Morto l'intruso (dopo il 695), poté rientrare in sede e fu nominato metropolita di Arbela.
Dopo la morte di Hnan-Isho I, la sede patriarcale rimase vacante per 14 anni a causa delle difficili condizioni politiche dell'epoca, durante il governatorato di Al-Hajjaj ibn Yusuf. Solo dopo la sua morte, nel 714, si poté procedere all'elezione del nuovo patriarca, e fu scelto Slibaʿzkha, che governò la Chiesa d'Oriente per 14 anni. Tolse dai dittici il nome di Giovanni il lebbroso, riconsacrò i vescovi che questi aveva consacrato, e restituì la memoria e il buon nome di Hnan-Isho.
Secondo Abdisho bar Berika fu durante il suo patriarcato che vennero istituite le province metropolitane di Herat, Samarcanda, dell'India e della Cina.
Morì a Seleucia-Ctesifonte nel 728.